# Heinsberg (Kirchhundem)
Heinsberg ist ein Dorf mit 874 Einwohnern im Südosten der Gemeinde Kirchhundem im Kreis Olpe (Nordrhein-Westfalen).

## Geografie

### Geografische Lage

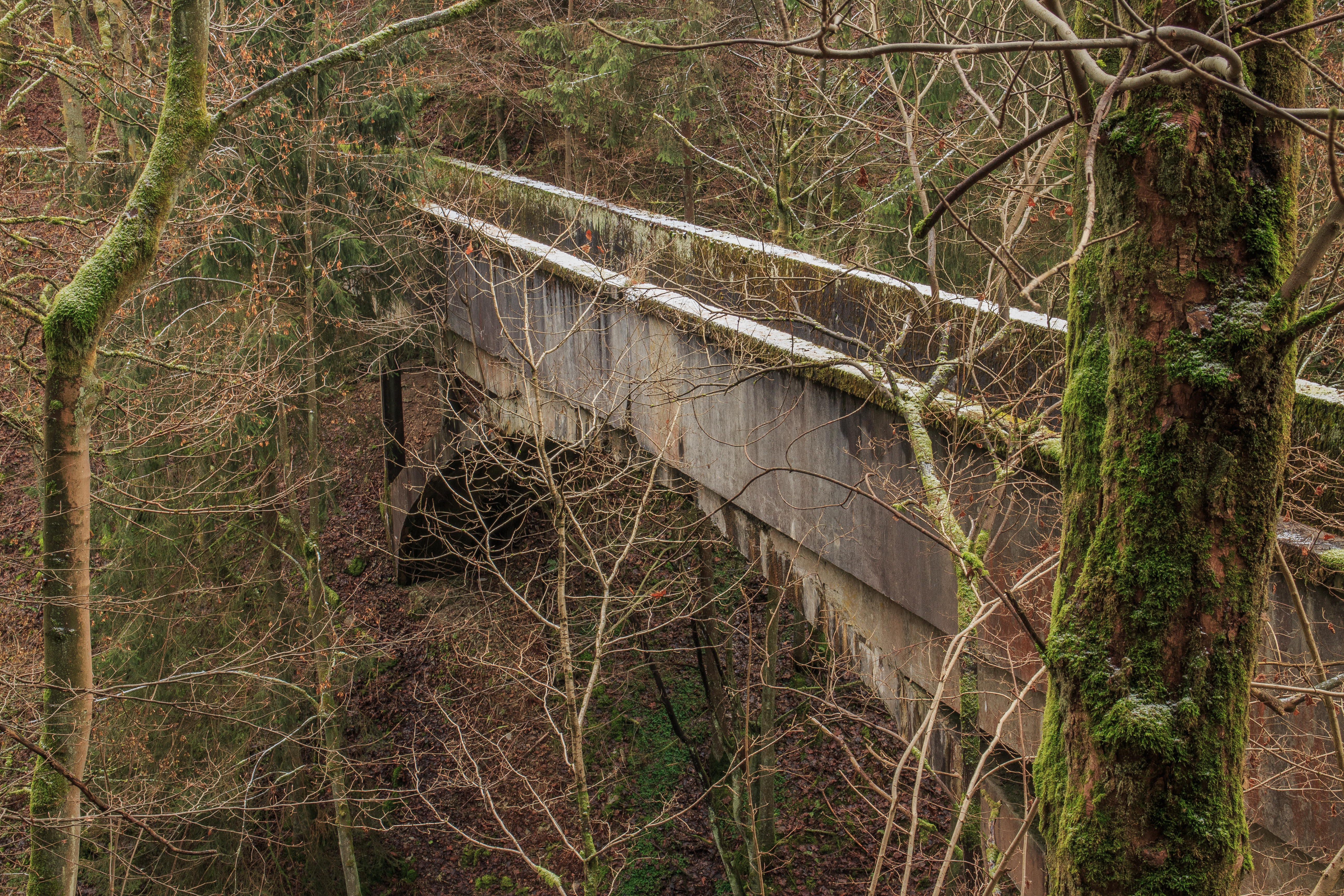
Krenkelsbachaquädukt

Das Dorf Heinsberg gehört zum Süderbergland des Rheinischen Schiefergebirges, das auch als Südsauerland oder Olper Land bezeichnet wird. Darin gehört es zum sogenannten Bilsteiner Bergland. Das Dorf liegt an den westlichen Ausläufern des Rothaargebirges, und zwar in einem Talkessel zwischen dem Milsenberg (669 m) im Nordosten, der Habbecke (644 m) im Osten, dem Riemen (677 m) im Südosten, dem Goldenen Zapfen (640 m) im Süden, der Lümke (623 m) im Südwesten, dem Strauchelberg (625 m) im Westen und dem Schroersberg (610 m) im Nordwesten.
Nach Norden hin wird das Tal durch den Heinsberger Bach zur Hundem hin entwässert. Heinsberg liegt unmittelbar an der Wasserscheide zwischen Rhein und Sieg.
Die Gemarkung Heinsberg liegt im Naturpark Sauerland-Rothaargebirge. Sie wird berührt vom Rothaarsteig, einem überregionalen Wanderweg von Dillenburg nach Brilon. In der Gemarkung liegt das Naturschutzgebiet Schwarzbachsystem mit Haberg und Krenkeltal.

### Nachbarorte
Nachbarorte von Heinsberg sind Rüspe und Röspe im Osten, Zinse im Südosten, Oberndorf im Süden, Brachthausen und Kohlhagen im Westen und Albaum im Norden. Die Orte Oberndorf, Röspe und Zinse liegen im benachbarten Kreis Siegen-Wittgenstein.

## Geschichte
Das Dorf Heinsberg wurde erstmals in einer Urkunde vom 13. Februar 1345 unter dem Namen „Heymersberch“ erwähnt. Es kann aber davon ausgegangen werden, dass der Ort älter ist. Die Gründung könnte in der hochmittelalterlichen Rodungsphase erfolgt sein. Nach Untersuchungen von Günther Becker bestanden um 1300 wahrscheinlich weniger als zehn Höfe, die um den „Brink“ – um die dort errichtete Kapelle – angelegt gewesen sein dürften. Im Spätmittelalter ist ein stärkeres Wachstum des Ortes zu registrieren, als in den umliegenden Bergen bestehende Höfe aufgegeben wurden und sich möglicherweise aus Gründen der Sicherheit dem Dorfverband anschlossen. Begünstigt durch die geräumige Tallage war in Heinsberg außerdem die Realteilung der Höfe bei Erbfällen üblich. Dadurch vergrößerte sich die Zahl der Höfe zunehmend. Mitte des 16. Jahrhunderts waren in Heinsberg zirka 50 Wohngebäude vorhanden. Damit war das Dorf einer der größten Orte im Gebiet des heutigen Kreises Olpe.
Den katastrophalen Brandereignissen in den Jahren 1796 und 1797 fielen fast sämtliche Wohnhäuser des Dorfes zum Opfer. Beim Wiederaufbau wurde 500 Meter südlich des alten Ortskerns das sogenannte Neue Dorf errichtet. Die zahlreichen Fachwerkhäuser der Talstraße zeugen noch heute vom Wiederaufbau des Dorfes nach den Bränden.
Das Dorf Heinsberg bildete von 1843/44 bis 1969 eine selbstständige politische Gemeinde im damaligen Amt Kirchhundem. Zum 1. Juli 1969 wurde das Dorf im Rahmen einer Gebietsreform im Kreis Olpe ein Ortsteil der Gemeinde Kirchhundem.

### Religion
Im Jahre 1628 wurde die Pfarrei Heinsberg von der Mutterkirche in Kirchhundem abgepfarrt und ist seitdem eine selbstständige Pfarrei.

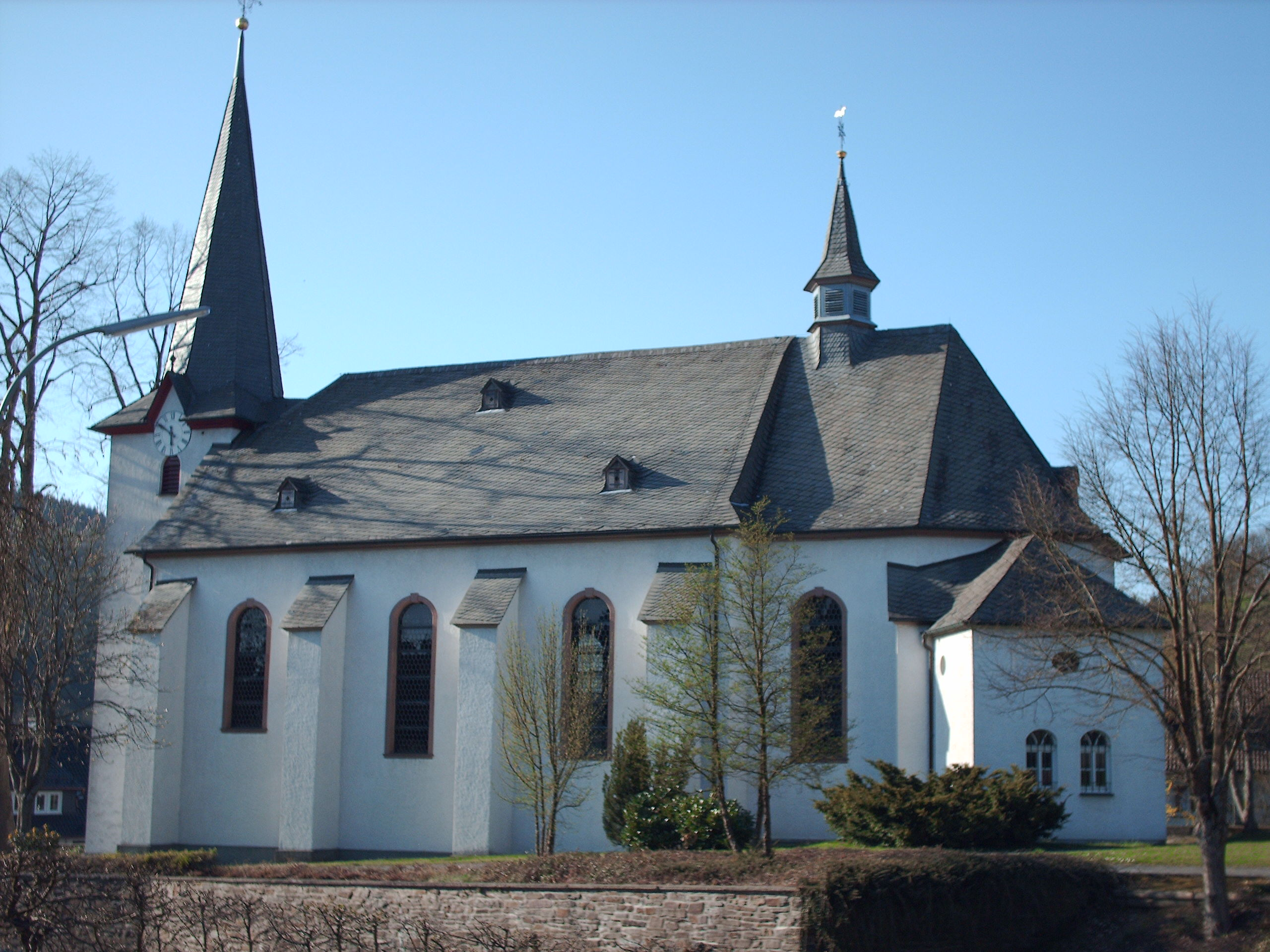
Außenansicht der St.-Katharina-Kirche

Die St.-Katharina-Kirche wurde zwischen 1767 und 1774 errichtet. Der Turm stammt von der Vorgängerkirche aus der Mitte des 17. Jahrhunderts. Dendrochronologischen Untersuchungen zufolge stammt der Unterbau des Glockenstuhls im Kirchturm aus der Mitte des 16. Jahrhunderts. Eine Kapelle ist in Heinsberg bereits im 15. Jahrhundert in Urkunden erwähnt worden. Eine im Jahre 1976 abgebrochene Kirchenmauer umgab früher den gesamten Kirchplatz. Vom First des Kirchenschiffes wird die Traufe des viel zu kleinen Turms der Vorgängerkirche überragt. Der Hochaltar stammt aus der zweiten Hälfte des 18. Jahrhunderts und zeigt den Hl. Josef mit dem Jesuskind sowie den Hl. Franziskus mit dem Kreuz. Im Mittelbereich zeigt sich die Hl. Katharina als Schutzpatronin der Kirche. Ihre Attribute sind das Schwert und das zerbrochene Rad. Im Jahre 1974 ist die gesamte Kirche umfassend restauriert worden und erhielt die ursprüngliche Farbfassung zurück. Der Kanzel erkennt man die Handschrift der Familie Sasse aus Attendorn. Die katholische Pfarrkirche ist seit dem 7. März 1985 als Baudenkmal in die Denkmalliste der Gemeinde Kirchhundem eingetragen.
1994 waren von 1153 Einwohnern des Dorfes 1011 katholisch, 73 evangelisch und 69 anderer oder keiner Religionszugehörigkeit.

### Einwohnerentwicklung
Für das Dorf Heinsberg ist folgende Einwohnerentwicklung nachweisbar:
| Jahr | Einwohner |
| ---- | --------- |
| 1818 | 463       |
| 1843 | 579       |
| 1858 | 667       |
| 1871 | 581       |
| 1885 | 686       |
| 1895 | 769       |
| 1905 | 614       |
| 1925 | 817       |
| 1933 | 826       |
| 1946 | 1015      |
| 1950 | 1039      |
| 1969 | 1073      |
| 1974 | 1128      |
| 1978 | 1097      |
| 1985 | 1085      |
| 1990 | 1136      |
| 1994 | 1153      |
| 2006 | 1050      |
| 2013 | 943       |
| 2020 | 894       |

## Kultur und Sehenswürdigkeiten

### Musik
In Heinsberg wirken zwei Chöre, der Frauenchor „Concordia Heinsberg“ und der Männergesangverein „MGV Concordia Heinsberg“. Für die musikalische Begleitung bei kirchlichen und weltlichen Festen sorgt der örtliche Musikverein Heinsberg.

### Sport
Das Dorf besitzt einen modernen Kunstrasenplatz mit dabei gelegenem Sportlerheim. Bei der katholischen Grundschule wurde außerdem eine Turnhalle erbaut, in der auch Vereinssport möglich ist.

### Regelmäßige Veranstaltungen
Am dritten Wochenende im Juli feiert der Schützenverein Heinsberg in jedem Jahr das Schützenfest. Das Straßenbild des Dorfes wird dann drei Tage lang von den Schützen geprägt. Zudem richtet der Musikverein Heinsberg alle fünf Jahre das sogenannte 5er-Treffen aus (nächstes Mal im Jahr 2023).

## Verkehr

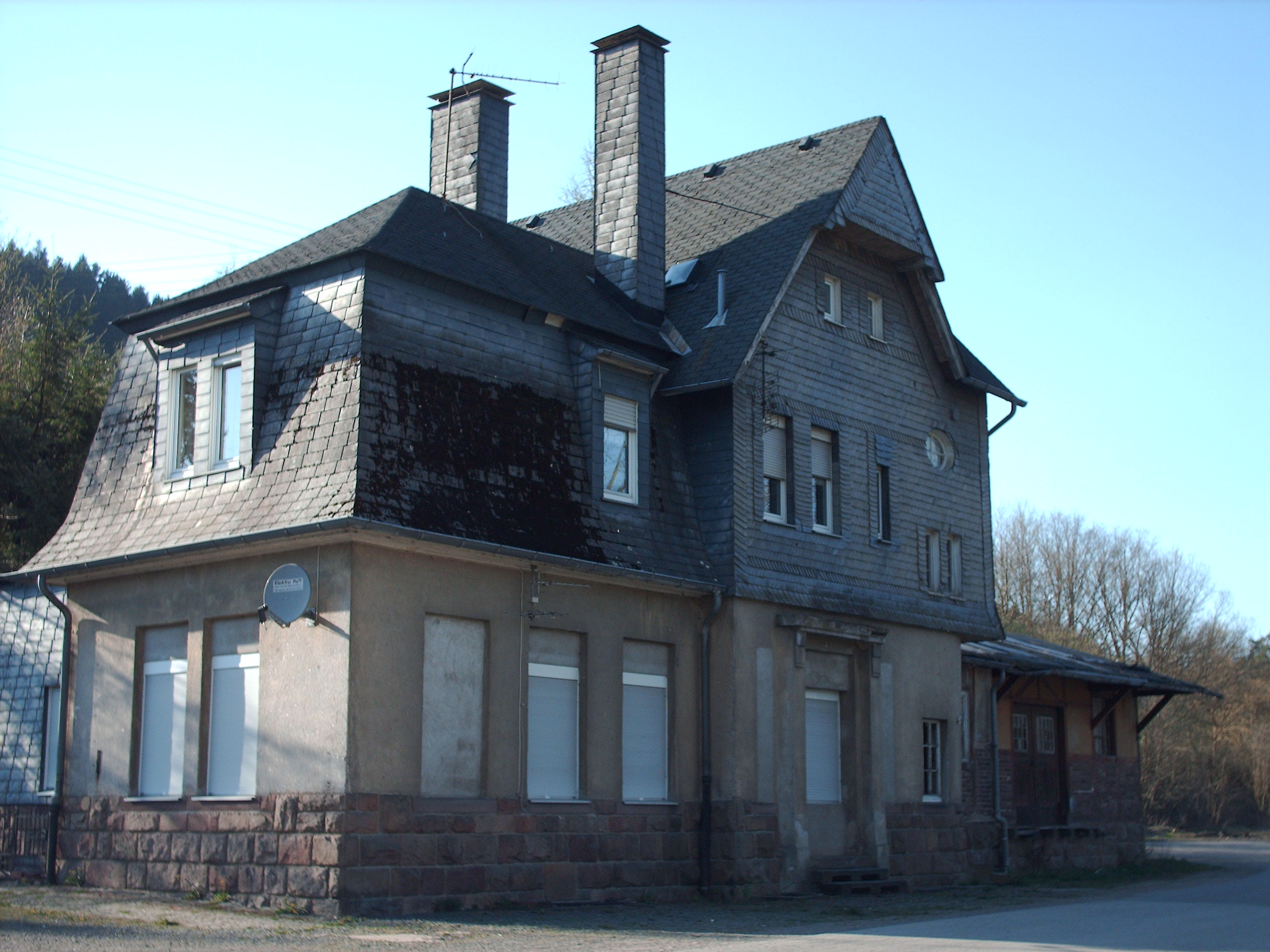
Alter Bahnhof Heinsberg

Der Ort wird durch die Landesstraße L 713 erschlossen. Sie beginnt in Würdinghausen und führt nach Hilchenbach.
Die Eisenbahnstrecke von Altenhundem nach Birkelbach, die 1914 eingeweiht worden ist, wurde im Zweiten Weltkrieg zerstört und für Heinsberg nicht wieder in Betrieb genommen. Erhalten geblieben ist hiervon das Bahnhofsgebäude in Heinsberg, der Aquädukt im Krenkeltal und die beiden vermauerten Portale des Heinsberger Tunnels. Aquädukt und Tunnelportale sind als Baudenkmäler in die Denkmalliste der Gemeinde Kirchhundem eingetragen.

## Bildung
Das Dorf Heinsberg besitzt einen Kindergarten in der Trägerschaft eines Elternvereins sowie die katholische Grundschule St. Katharina.

## Persönlichkeiten
- Karl Broermann (1878–1947), Pädagoge und Schriftsteller, verbrachte seine letzten Lebensjahre in Heinsberg
- Albert Kleffmann (1882–1965), Philosoph, Ingenieur, Redakteur, Heimatkundler und Mundartdichter, in Heinsberg geboren
- Angela Maria Autsch (1900–1944), Nonne und NS-Opfer, die als Engel von Auschwitz bekannt wurde, lebte einige Jahre in Heinsberg
- Dorothee Döring (* 1949), Autorin sowie Lebens- und Konfliktberaterin, in Heinsberg geboren
- Christina Graf (* 1985), Sportreporterin und ehemalige Fußballerin, in Heinsberg aufgewachsen